# Monica Swinn
Monica Swinn (Monika Swuine pour l'état-civil) est une actrice belge née le 19 septembre 1948 à Charleroi (Hainaut).

## Biographie
Monica Swinn fait ses débuts au cinéma dans une série de productions belges. Après un premier film dirigé par  David McNeil, elle tourne pour Roland Lethem, Christian Mesnil, Jean-Philippe Cornelis ou Noël Godin. 
À partir de 1973, elle fait l'essentiel de sa carrière dans des films d'exploitation dans lesquels se mêlent sexe et horreur. On la retrouve souvent aux côtés d'autres « vedettes » du genre comme Alice Arno, Chantal Broquet, Pamela Stanford ou Lina Romay. Elle travaille souvent sous la direction du prolifique Jess Franco, parfois sans trop savoir dans quels films ses séquences seront utilisées. 

Elle retrouve le cinéma belge avec Les petites sauvages, sorti en 1982, unique réalisation de Roger Darton, un collègue acteur des productions Eurociné.

## Filmographie

### Cinéma
- 1970 : Overdrive de David McNeil :
- 1970 : Bande de cons ! de Roland Lethem : Noose (non créditée)
- 1970 : Le Sexe enragé, court métrage de Roland Lethem : (comme Monelle)
- 1970 : La tzira court métrage de Gianfranco Callegari : la cannibale
- 1972 : L'Amoureuse de Christian Mesnil :
- 1972 : Les Aventures galantes de Zorro de Gilbert Roussel :
- 1973 : La Comtesse perverse (ou Les Croqueuses) de Jess Franco : une prisonnière
- 1974 : Les Démoniaques de Jean Rollin : une fille dans la taverne
- 1973 : Le Miroir cochon (ou Le Miroir obscène) de Jess Franco : la petite amie de Marie
- 1974 : Les Nuits brûlantes de Linda de Jess Franco : Lorna Steiner
- 1974 : La Comtesse noire (ou Les Avaleuses ou Female Vampire) de Jess Franco : la princesse de Rochefort
- 1974 : Exorcisme (ou Chains and Black Leather) de Jess Franco : la comtesse
- 1974 : La Fête des fous, moyen métrage de Jean-Philippe Cornelis :
- 1974 : Hommes de joie pour femmes vicieuses de Pierre Chevalier : Alba Ory
- 1974 : Prout prout tralala, court métrage de Noël Godin et Yolande Guerlach : Narratrice (voix seulement)
- 1974 : Célestine, bonne à tout faire de Jess Franco : Ursule
- 1974 : Les Démoniaques de Jean Rollin : fille à la taverne
- 1974 : Les Chatouilleuses (ou Les Nonnes en folie) de Jess Franco : Simone
- 1975 : Le Jouisseur (ou L'Homme le plus sexy du monde) de Jess Franco : Mme Lapierre
- 1975 : Draguse ou le manoir infernal de Patrice Rhomm : Draguse
- 1975 : La Marque de Zorro de Marius Lesœur : Miss Hayes
- 1975 : Les Baiseuses de Guy Gibert et Jacques Orth : Fabienne Meunier, directrice de la maison de correction
- 1975 : Phantasmes de Jean Rollin : la journaliste
- 1975 : Les Petites Vicieuses font les grandes emmerdeuses de Jess Franco : Pindar
- 1975 : La Partouze de minuit (ou Midnight Party) de Jess Franco : Marthe
- 1975 : La Fille au sexe brillant de Jess Franco : Madame Pécame
- 1975 : Les Putains de la ville basse (ou Downtown) de Jess Franco : Olga Ramos
- 1976 : Une cage dorée (ou Surboums pornos) de Jess Franco et Marius Lesœur : la serveuse
- 1976 : Les Gardiennes du pénitencier (Frauengefängnis) de Jesús Franco : la gardienne
- 1976 : Le Portrait de Doriana Gray de Jess Franco : la journaliste
- 1976 : Paris porno de Marius Lesœur et Jacques Orth :
- 1977 : Train spécial pour Hitler d'Alain Payet : Ingrid Schüler
- 1977 : Ces sacrées anglaises (ou Le viol ou La preuve par trois) de Richard Bigotini :
- 1977 : Femmes sans pudeur (ou Frauen ohne Unschuld) de Jess Franco : Sandra Mauro
- 1977 : Camp d'amour pour mercenaires (ou Frauen im Liebeslager) de Jess Franco : Maria
- 1978 : Convoi de filles de Jess Franco et Pierre Chevalier : Greta
- 1979 : Le Sadique de Notre-Dame de Jess Franco : Maria (nouveau montage d' Exorcisme)
- 1979 : Les Gardiennes du pénitencier d'Alain Deruelle et Jesús Franco : la directrice de la prison (images d'archives tirées du film Femmes en cage de Jesús Franco)
- 1979 : Le Sexe enragé de la fée sanguinaire de Roland Lethem : (comme Monelle) (nouveau montage d'épreuves de tournage antérieures)
- 1982 : Les Petites Sauvages de Roger Darton
- 1982 : Cinématon #289 de Gérard Courant : elle-même
- 2014 : The Duke of Burgundy de Peter Strickland : Lorna

### Télévision
- 1977 : Au Bout du printemps épisode de la série Cinéma 16
- 1998 : French Love documentaire de François Cognard et Frédéric Fiol : elle-même
- 1999 : Eurotika!, série documentaire, épisodes The Diabolical Mr. Franco: The Films of Jess Franco et Vampires and Virgins: The Films of Jean Rollin : elle-même
- 2013 :  Eurociné 33 Champs-Elysées, documentaire de Christophe Bier : elle-même.